# Schoried

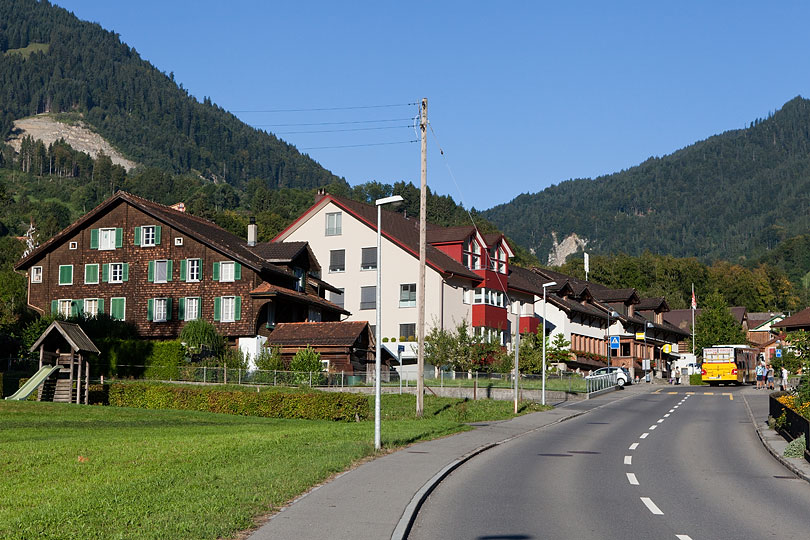
Ortseingang von Schoried

Schoried ist ein Ortsteil (Bezirk) der Gemeinde Alpnach im Kanton Obwalden.

## Geographie
Schoried liegt etwa 1,5 Kilometer südwestlich des Dorfs Alpnach auf einem Richtung Mittaggüpfi hin ansteigenden Gelände auf einer Höhe von 556 m ü. M. Nach Südwesten wird die geschlossene Bebauung von Schoried durch die Grosse Schliere begrenzt. Auch südlich der Grossen Schliere befindet sich noch Gemeindegebiet von Alpnach, inklusive des Steinbruchs Guber. Die Grosse Schliere ist in diesem Abschnitt wegen der bei Hochwasser auftretenden grossen Geschiebefrachten durch verschiedene Sperren gezähmt und das Bachbett hart verbaut. Westlich der Ortsmitte von Schoried wird von dem Fluss ein kleiner Wasserkanal abgezweigt. Dieser Sagenbach fliesst mitten durch Schoried und weiter nach Alpnach, wo er früher eine Mühle und die Turbine einer Parkettfabrik angetrieben hat. Im Norden fliesst die Kleine Schliere. 
Schoried ist keine verwaltungstechnisch oder politisch abgegrenzte Einheit von Alpnach, daher sind die Grenzen nicht genau festgelegt. Das offene Weideland zwischen Alpnach und Schoried hat durch Einzonungen und nachfolgende Bebauungen stetig abgenommen, so dass beide Ortsteile aufeinander zu wachsen.

## Geschichte
Als frühe Schreibweisen des Ortsnamens sind im 14. Jahrhundert Schenried und im 16. Jahrhundert Schonriedt bzw. Schonryedt belegt. Nach einem Eintrag im Geographischen Lexikon der Schweiz (GLS) von 1902 hiess der Ort bzw. ein Vorgänger des Orts Schössenried und war ein Pfarrdorf, das durch ein Hochwasser der Grossen Schliere zum grössten Teil zerstört wurde. Diese Angaben im GLS können jedoch bezweifelt werden, da sie nicht zu den oben genannten belegten Schreibweisen des Ortes passen.
Zusammen mit den weiter oben zerstreut liegenden Höfen, die als Schoriedberg oder Schoriederberg bezeichnet werden, bestand Schoried um 1902 aus 61 Häusern und hatte 350 katholische, erwachsene Einwohner.
Im Juni 1995 erhielt Schoried einen Dorfplatz, der für 1,7 Mio. Franken neben der Dorfkapelle angelegt wurde.

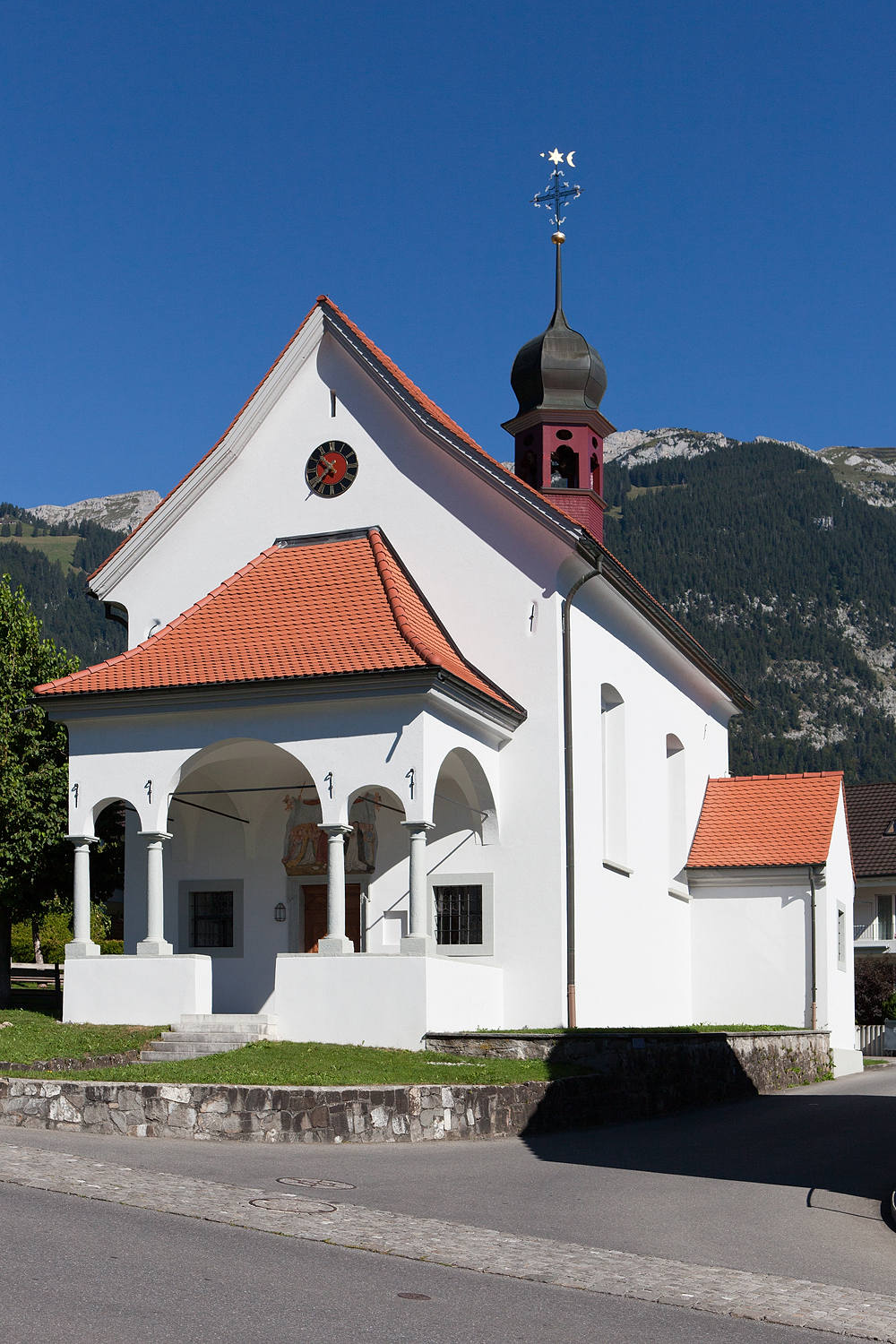
Kapelle St. Theodul in Schoried

## Sehenswürdigkeiten und Brauchtum
Die Dorfkapelle St. Theodul wurde 1711 von Joseph Brüöl vom Bregenzerwald erbaut und erhielt als Patrone den Hl. Bischof Theodul (volkstümlich St. Joder genannt) und den Hl. Rochus. Gemäss dem Jahrzeitenbuch von 1612 stand bereits früher eine Kapelle in Schoried, jedoch etwas weiter oben im Gebiet des Lindenmattli. 
1979 wurde die Kapelle unter Denkmalschutz gestellt und nach einer Teilrenovation zu Ehren des Hl. Bruder Klaus und Fidelis von Sigmaringen neu geweiht. Die nunmehr vier Patrone sollten umfassend helfen: Rochus schützte vor der Pest, Theodul bei Unwetter, Bruder Klaus bringt Frieden, und Fidelis steht für die Standhaftigkeit im Glauben. Die Kapelle ist mit drei Altären ausgestattet. Auf dem Hochaltarbild ist der Kapellenpatron St. Theodul dargestellt, auf dem Obstück Maria Krönung. 
Die Kapelle ist mit zwei spätgotischen Figuren des Hl. Wolfgang und des Hl. Nikolaus von Myra, einer barocken Pietà, der Figur des Schützenpatrons Sebastian und spätbarocken Kreuzwegstationen ausgestattet. Die Deckenmalereien im Schiff und Chor zeigen Szenen aus dem reichen Legendenschatz um den Hl. Theodul. In dem Dachreiter mit einem spätgotischen Kreuz hängen zwei Glocken aus den Jahren 1669 und 1769 mit den Inschriften: «AVE MARIA GRATIA PLEN ILR» (Jost Ludwig Rüttimann) und «Peter Ludwig Kaiser hat mich gegossen anno 1769». Zum 300-jährigen Jubiläum der Kapelle erfolgte 2011 eine Gesamtrenovation. Die Kapelle erhielt ein neues Lichtkonzept und einen neuen Altar, der den Chorraum in seiner alten Geräumigkeit wieder freigibt. Beides wurde von dem Sarner Künstler Christian Kathriner entworfen, die Weihe erfolgte durch den Engelberger Abt Christian Meyer.
Die Älplerbruderschaft Schoried veranstaltet traditionell nach dem Alpabtrieb in Schoried eine Älplerkilbi, die jeweils die letzte im Kanton Obwalden ist. Nach dem Besuch der Messe am Morgen in der geschmückten Kapelle wird eine Suppe gegessen und die obligaten Gruppen- und Familienbilder gemacht. Am Nachmittag ziehen die Älpler in den Ring neben der Kapelle, wo die versammelte Festgemeinde den Sprüchen der Wilden (Wildwyb und Wildmaa) zuhört. In Schoried und Alpnach gibt es die Besonderheit, dass diese Sprüche nicht aufgesagt, sondern in der Art des Betrufs der Älpler gesungen werden. Mit lautem Geschrei werden jeweils die Kinder von den Wilden gejagt, schliesslich werden Süssigkeiten verteilt.

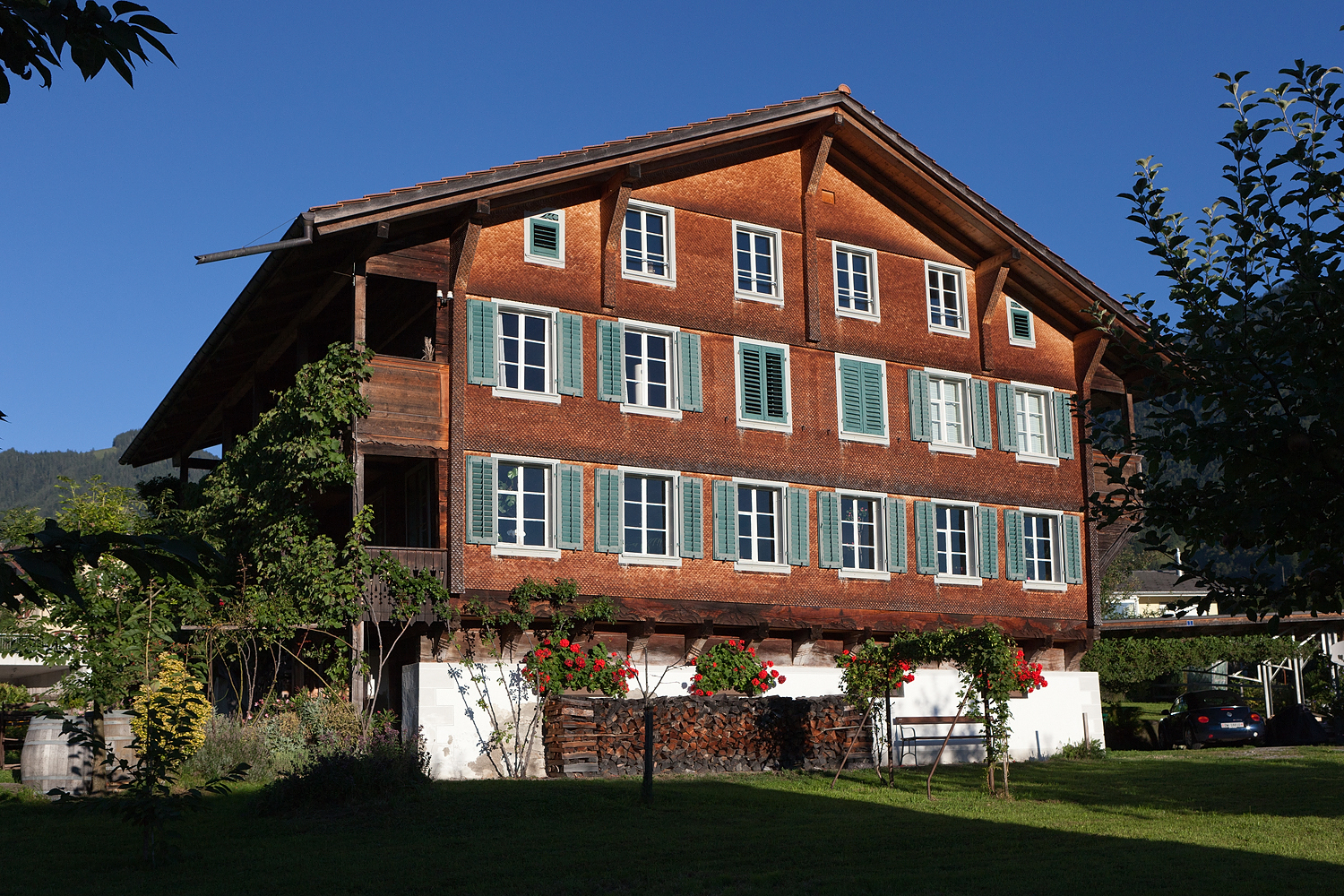
Das denkmalgeschützte Schönenbühlhaus in Schoried aus der 2. Hälfte des 16. Jahrhunderts

## Wirtschaft
In Schoried befindet sich ein Gasthaus und ein Dorfladen mit Vinothek, früher gab es mit dem Restaurant Tell noch ein zweites Gasthaus. Im oberen Dorfbereich liegt ein ehemaliges Sägewerk.

## Verkehrsanbindung
Schoried ist mit Alpnach über die Schoriederstrasse verbunden. Der Ortsteil wird von der Postautolinie 342 Alpnach-Schoried-Kägiswil-Sarnen angefahren.